# Thuyết ưu sinh
Thuyết ưu sinh là "khoa học ứng dụng hoặc là phong trào sinh học-xã hội ủng hộ việc sử dụng các phương thức nhằm cải thiện cấu tạo gen của dân số", thường là dân số loài người. Thuyết ưu sinh rất nổi tiếng vào những thập niên đầu thế kỷ 20. Vào giữa thế kỷ 20 thuyết ưu sinh không còn phổ biến do dính dáng tới Đức Quốc xã. Cả công chúng và vài thành tố của cộng đồng khoa học đều gắn thuyết ưu sinh với những hành động lạm dụng của Phát xít như, "rửa sạch chủng tộc", thí nghiệm trên người và tiêu diệt các nhóm dân tộc "không mong muốn". Tuy nhiên, sự phát triển của các công nghệ gen và công nghệ nhân bản vào cuối thế kỷ 20 đã đặt ra nhiều câu hỏi về ý nghĩa của thuyết ưu sinh và vấn đề đạo đức của nó trong thời hiện đại, lại làm trỗi dậy những mối quan tâm về thuyết ưu sinh.

## Tổng quan
Với tư cách là một phong trào xã hội, thuyết ưu sinh đạt đến đỉnh cao danh tiếng vào các thập niên đầu thế kỷ 20. Đến cuối Thế chiến II, thuyết ưu sinh phần lớn đã bị từ bỏ. Các xu hướng hiện nay trong di truyền học đặt ra các câu hỏi với giới học giả về mối quan hệ song hành giữa các thái độ thời tiền chiến về thuyết ưu sinh và những lý thuyết "vị lợi" và lý thuyết xã hội hiện nay về Chủ nghĩa Darwin. Chúng thực chất chỉ có quan hệ bề nổi và thậm chí là đối nghịch nhau. Tại thời kỳ đỉnh cao giai đoạn tiền chiến, phong trào này theo đuổi các quan điểm giả khoa học về chủng tộc thượng đẳng và thuần chủng.
Thuyết ưu sinh được thực hành khắp thế giới và được khuyến khích bởi các chính phủ, các thể chế và các cá nhân có tầm ảnh hưởng. Những người tán thành xem thuyết ưu sinh như một triết học xã hội nhằm cải thiện các đặc tính di truyền của con người thông qua gia tăng sinh sản của một vài cá thể và đặc tính (tốt) và giảm bớt vài cá thể và đặc tính khác.
Ngày nay, thuyết ưu sinh được xem là một phong trào tàn bạo đã gây ra những xâm phạm quyền con người nghiệm trọng đối với hàng triệu người. Việc thực hiện thuyết ưu sinh bao gồm việc xác định và phân loại các cá nhân, gia đình, bao gồm người giàu, người nghèo, người bị tâm thần, người mù, người điếc, người khuyết tật, phụ nữ quan hệ tình dục bừa bãi, người đồng tính và các nhóm chủng tộc - ví dụ người Romani và người Do Thái, những người này đều được xếp vào giống "thoái hóa" và "không đủ tiêu chuẩn"; sự phân ly và thể chế hóa các cá nhân và nhóm người, bao gồm việc làm cho các cá nhân bị triệt sản, chịu trợ tử, và trong trường hợp cực đoan như của Đức Quốc xã là tiêu diệt các nhóm người bị coi là "hạ đẳng".
Việc thực hiện thuyết ưu sinh bao gồm những xâm phạm đời sống riêng tư, xâm phạm quyền được sống, được lập gia đình và quyền tự do, tất cả những xâm phạm này ngày nay đều được xếp vào những xâm phạm về nhân quyền. Việc thực hiện những mặt tiêu cực của thuyết ưu sinh ngày nay đều được liệt vào tội diệt chủng quốc tế, theo Công ước về Ngăn ngừa và Trừng phạt tội Diệt chủng.
Thuật ngữ thuyết ưu sinh (eugenics) được đưa ra bởi nhà nhân chủng học người Anh Francis Galton năm 1883, dựa trên các tác phẩm của người anh họ Charles Darwin. Ở thời đỉnh cao, thuyết ưu sinh nhận được sự ủng hộ của nhiều nhân vật lỗi lạc, bao gồm Winston Churchill, Margaret Sanger, Marie Stopes, H. G. Wells, Theodore Roosevelt, George Bernard Shaw, John Maynard Keynes, John Harvey Kellogg, Linus Pauling và Sidney Webb. Tuy nhiên nhân vật ủng hộ khét tiếng nhất của thuyết ưu sinh là Adolf Hitler, người đã tán dương và lồng ghép các ý tưởng của thuyết ưu sinh vào cuốn Mein Kampf và mô phỏng một đạo luật ưu sinh nhằm triệt sản "những người khiếm khuyết".
G. K. Chesterton là một trong những nhà phê bình triết học về ưu sinh đầu tiên, ông thể hiện quan điểm trong cuốn sách, Eugenics and Other Evils. Thuyết ưu sinh trở thành một môn học tại rất nhiều trường đại học và cao đẳng, và nhận được rất nhiều nguồn hỗ trợ. Ba Hội nghị Ưu sinh học Quốc tế được tổ chức ở London năm 1912 và ở New York năm 1921 và 1932. Các chính sách ưu sinh được thực hiện lần đầu ở Hoa Kỳ vào đầu thập niên 1900. Sau đó, tới các thập niên 1920 và 1930, chính sách ưu sinh với phương pháp triệt sản đối với bệnh nhân tâm thần được thực hiện ở nhiều quốc gia, bao gồm Bỉ, Brasil, Canada và Thụy Điển, cùng nhiều quốc gia khác. Danh tiếng khoa học của thuyết ưu sinh bắt đầu suy giảm vào thập niên 1930 khi mà Ernst Rüdin sử dụng thuyết ưu sinh để bào chữa cho các chính sách chủng tộc của Đức Quốc xã, đồng thời với đó là sự phản đối dữ dội từ cộng đồng những nhà khoa học và tư tưởng ủng hộ thuyết ưu sinh. Tuy nhiên ở Thụy Điển, chương trình về ưu sinh vẫn được thực hiện cho tới năm 1975.

## Từ nguyên
Từ eugenics trong tiếng Anh bắt nguồn từ từ eu (tốt) và hậu tố genēs (sinh) trong tiếng Hy Lạp và được đặt tên bởi Francis Galton năm 1883. Galton định nghĩa thuyết ưu sinh là "sự nghiên cứu các chức năng trong sự kiểm soát của con người để có thể cải thiện hoặc làm suy yếu chất lượng chủng tộc của các thế hệ tương lai". Từ thời kỳ đầu, thuyết ưu sinh đã có ý nghĩa khác nhau với những người khác nhau. Trong lịch sử, thuật ngữ này ám chỉ tất cả từ việc chăm sóc trước sinh cho bà mẹ tới triệt sản ép buộc và chết êm ái. Với các nhà di truyền học dân số, thuật ngữ này loại bỏ việc giao phối cận huyết mà không làm biến đổi tần suất allele, nhiều tranh luận trong quá khứ lẫn hiện tại vẫn đang bàn cãi như thế nào thì được tính là ưu sinh. Một vài dạng thuyết ưu sinh chỉ chú trọng tới các đặc điểm di truyền có lợi và có hại nhận thức được. Điều này đôi khi được các nhà ưu sinh học gọi là "giả ưu sinh".
Thuật ngữ "thuyết ưu sinh" thường được dùng để chỉ tới những chính sách và phong trào xã hội gây ảnh hưởng đầu thế kỷ 20. Theo một nghĩa rộng hơn, thuyết ưu sinh có thể được hiểu là một nghiên cứu nhằm "cải thiện chất lượng gen của con người". Đôi khi nó được dùng để chỉ bất cứ hành động nào của con người mà mục đích là nhằm cải thiện vốn gen. Nhiều dạng giết trẻ sơ sinh trong các xã hội cổ đại, phá thai..đôi khi cũng được coi là ưu sinh. Do các mục tiêu quy chuẩn và sự liên hệ lịch sử của thuyết ưu sinh đối với chủ nghĩa phân biệt chủng tộc khoa học, cũng như sự phát triển của di truyền học, cộng đồng khoa học phương Tây đã phần lớn tách biệt khỏi thuật ngữ "thuyết ưu sinh". Tuy vậy thì một vài vùng trên thế giới hiện nay vẫn thực hiện các dạng khác nhau của thuyết ưu sinh.

## Dạng thức
Các nhà ưu sinh học ủng hộ những chính sách cụ thể mà họ tin có thể dẫn đến một sự cải thiện nguồn vốn gen của con người. Tuy nhiên, việc định nghĩa những cải thiện mong muốn hay lợi ích được nhiều người xem là một lựa chọn văn hơn hơn là một vấn đề có thể được quyết định khách quan (theo thực nghiệm hoặc điều tra khoa học), thuyết ưu sinh thường được xem là giả khoa học. Vấn đề gây tranh cãi nhất của thuyết ưu sinh là việc định nghĩa sự "cải thiện" vốn gen của con người, ví dụ như thế nào là các đặc điểm tốt và thế nào là các khuyết điểm. Vấn đề này của thuyết ưu sinh đã từng bị làm dấy bẩn bởi sự phân biệt chủng tộc trong khoa học.
Những nhà ưu sinh học thời đầu phần lớn quan tâm tới yếu tố trí thông minh, yếu tố thường có tương quan mạnh mẽ với giai cấp xã hội. Nhiều nhà ưu sinh thường xem việc chọn lọc giống của động vật tương tự như việc cải thiện xã hội loài người. Hòa trộn chủng tộc thường được xem là điều phải tránh theo quan niệm về thuần chủng. Tại thời điểm đó, khái niệm này có vẻ nhận được sự ủng hộ về mặt khoa học và là vấn đề gây tranh cãi cho đến khi di truyền học phát triển tiến độ và đạt được một sự đồng thuận khoa học cho rằng sự phân chia của loài người thành các chủng tộc không đồng đều là không có cơ sở.
Thuyết ưu sinh cũng quan tâm đến việc loại bỏ các bệnh di truyền như bệnh ưa chảy máu hay bệnh Huntington. Tuy nhiên, vấn đề là việc xác định các yếu tố được coi là khuyết điểm gen. Trong nhiều trường hợp, không có một sự thống nhất khoa học thế nào là một khuyết điểm gen. Nó thường được coi như là một lựa chọn cá nhân và xã hội nhiều hơn. Cái có vẻ là một khuyết điểm gen ở một trường hợp và môi trường này lại không phải là khuyết điểm gen ở trường hợp và môi trường khác. Dù một vài khuyết điểm bẩm sinh có thể gây chết người, nhưng người khuyết tật vẫn có thể thành công trong cuộc sống. Nhiều trường hợp các nhà ưu sinh thời đầu cho rằng là do di truyền (như bệnh pellagra) nhưng hiện nay lại được coi là hoàn toàn hoặc ít nhất một phần là do yếu tố môi trường.
Các chính sách ưu sinh về mặt khái niệm được chia làm hai dạng. Ưu sinh dương với mục tiêu sinh sản đối với những cá thể gen tốt. Các biện pháp có thể bao gồm khuyến khích về tài chính và chính trị, phân tích nhân khẩu có mục tiêu, thụ tinh trong ống nghiệm, cấy trứng và nhân bản. Ưu sinh âm với mục tiêu là giảm sinh sản đối với những người không có lợi thế về gen, các biện pháp bao gồm triệt sản, phá thai và kế hoạch hóa gia đình. Cả ưu sinh dương và âm đều có thể là các phương pháp ép buộc. Việc phá thai của phụ nữ khỏe mạnh ở Đức Quốc xã và Liên Xô thời Joseph Stalin bị coi là phạm pháp.
Trong thế kỷ 20, nhiều quốc gia đưa ra các chương trình và chính sách ưu sinh khác nhau, bao gồm: sàng lọc gen, kiểm soát sinh sản, khuyến khích tỉ lệ sinh phân biệt, hạn chế hôn nhân, cách ly, triệt sản, buộc phá thai và buộc mang thai. Phần lớn các chính sách này được xem là ép buộc.

## Lịch sử

### Khởi thủy

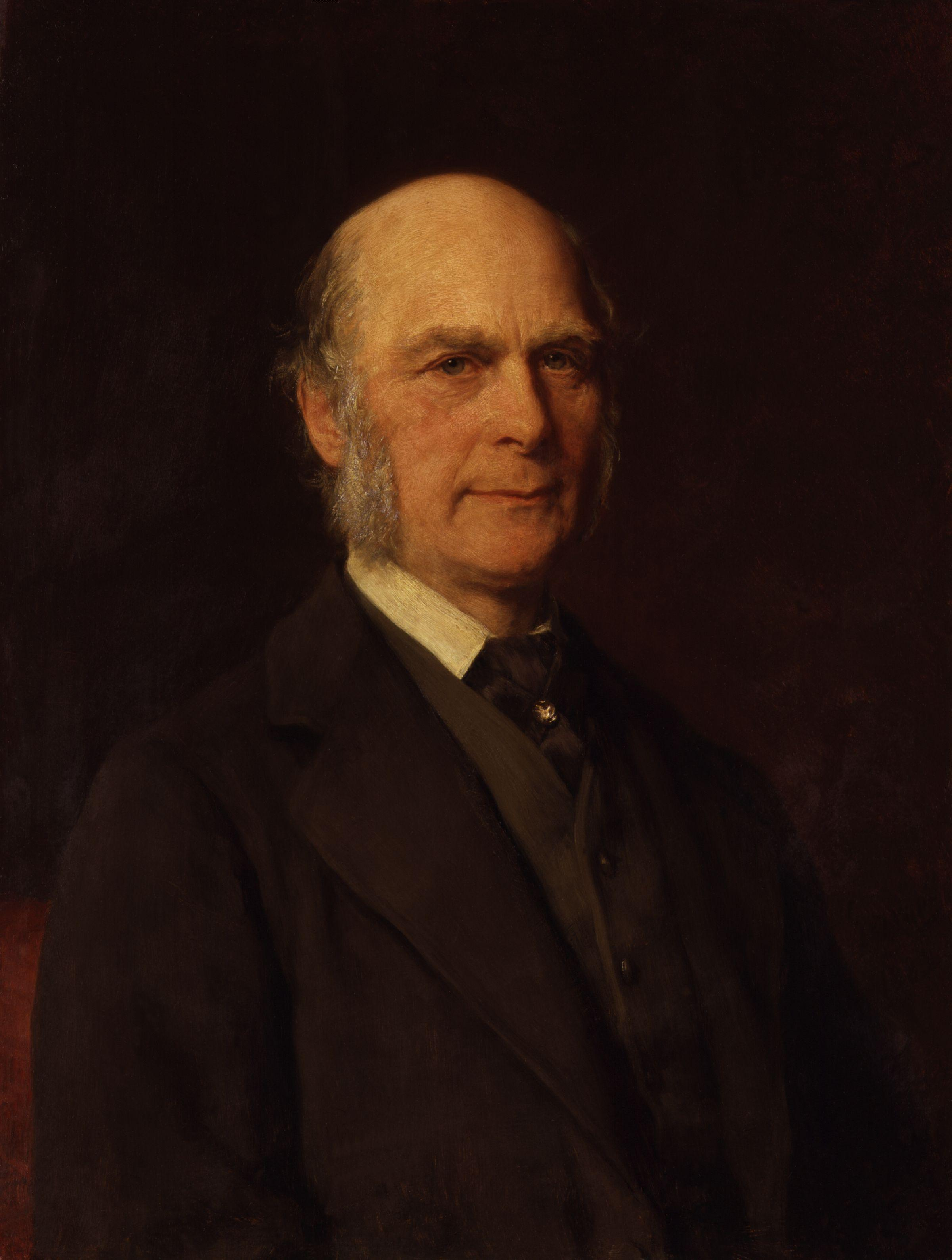
Sir Francis Galton là người đầu tiên phát triển các ý tưởng về thuyết ưu sinh sử dụng thống kê xã hội.

Sir Francis Galton là người đã hệ thống hóa các ý tưởng và phương thức dựa trên những hiểu biết của lý thuyết về tiến hóa của con người và động vật của Charles Darwin trong thập niên 1860 và 1870. Sau khi đọc cuốn sách Nguồn gốc các loài của Darwin, Galton xây dựng dựa trên những ý tưởng của Darwin trong đó nêu rằng các cơ chế của sự chọn lọc tự nhiên có thể bị cản trở bởi văn minh con người. Galton cho rằng, do các xã hội thường bảo vệ những người kém may mắn và yếu thế, các xã hội đó đi ngược lại với sự chọn lọc của tự nhiên vốn sẽ làm loại bỏ những cá thể yếu kém nhất; và chỉ bằng cách thay đổi các chính sách này thì những xã hội đó mới tránh khỏi "trở lại với sự tầm thường", một cụm từ mà ông đã nêu ra trong khoa học thống kê và sau đó được biến đến một cách rộng rãi là "hồi quy về điểm trung bình".
Galton lần đầu phác thảo lý thuyết của mình trong bài viết "Hereditary Talent and Character" (Tài năng và Đặc điểm Di truyền), sau đó ông phân tích rõ hơn trong cuốn sách xuất bản năm 1869 với tiêu đề Hereditary Genius (Thiên tài Di truyền). Ông bắt đầu với việc nghiên cứu cách thức mà các đặc tính cá nhân, đạo đức và trí tuệ diễn ra trong gia đình như thế nào. Lý luận cơ bản của Galton là "thiên tài và tài năng là các đặc tính di truyền trong con người". Ông kết luận rằng vì con người có thể sử dụng sự chọn lọc nhân tạo để làm tăng những đặc tính trong các loài động vật khác, thì con người cũng có thể áp dụng khuôn mẫu đó với chính bản thân con người.
Galton cho rằng những người thông minh hơn thường có khả năng sinh sản kém hơn những người ít thông minh hơn. Galton không đưa ra một phương pháp chọn lọc nào, ông cho rằng một giải pháp có thể được tìm ra nếu tập tục xã hội thay đổi nhằm khuyến khích con người nhìn nhận tầm quan trọng của sinh sản. Ông sử dụng từ eugenic (ưu sinh) lần đầu tiên trong cuốn sách Inquiries into Human Faculty and Its Development xuất bản năm 1883.
Công thức về thuyết ưu sinh của Galton được dựa vào một cách tiếp cận thống kê, bị ảnh hưởng bởi "vật lý học xã hội" của Adolphe Quetelet. Khác với Quetelet, Galton không đề cao những "người đàn ông trung bình" mà hạ thấp cho rằng đó là những người tầm thường. Galton và đồng nghiệp Karl Pearson phát triển cái gọi là cách tiếp cận sinh trắc học đối với thuyết ưu sinh, trong đó phát triển những khuôn mẫu thống kê mới và phức tạp (sau đó được sử dụng trong nhiều lĩnh vực khác) để mô tả sự di truyền của các đặc tính. Tuy nhiên, với phát hiện về định luật di truyền của Gregor Mendel, ưu sinh học nổi lên hai trường phái riêng biệt. Một trường phái của các nhà thống kê và một trường phái của các nhà sinh vật học. Các nhà thống kê xem các khuôn mẫu toán học của các nhà sinh vật học là rất thô sơ, trong khi những nhà sinh vật học lại cảm thấy các nhà thống kê ít hiểu biết về sinh vật học.
Thuyết ưu sinh rốt cuộc là để chỉ tới sự sinh sản có chọn lọc của con người nhằm tạo ra những đứa trẻ với các đặc điểm mong muốn, tác động thông qua tỉ suất sinh. Các chính sách này chủ yếu được phân làm hai hạng mục: ưu sinh dương, tăng sinh sản giữa các cá thể có tính trội về di truyền; và ưu sinh âm, khuyến khích giảm sinh với những người có đặc tính được xem là nghèo nàn. Những chính sách ưu sinh âm trong quá khứ bao gồm từ việc cách ly, triệt sản và thậm chí là diệt chủng. Những chính sách ưu sinh dương thường bao gồm các dạng giải thưởng hoặc tiền thường cho những cha mẹ "khỏe mạnh" sinh thêm con. Những phương thức vô hại như tư vấn hôn nhân thời kỳ đầu cũng có quan hệ với hệ tư tưởng của thuyết ưu sinh. Thuyết ưu sinh có quan hệ bề nổi với Chủ nghĩa Darwin xã hội. Trong khi cả hai đều coi trí thông minh có tính di truyền, thì thuyết ưu sinh khẳng định cần phải có các chính sách mới để thay đổi hiện trạng sang một hình thái "ưu sinh" hơn, Chủ nghĩa Darwin xã hội thì lập luận rằng bản thân các xã hội sẽ tự "kiểm tra" các vấn đề "thoái hóa giống" nếu những chính sách phúc lợi không được thực hiện (ví dụ, người nghèo có thể sinh sản nhiều hơn nhưng cũng có tỉ lệ tử cao hơn).

### Anh

Sự phân loại cấu trúc xã hội của Galton là nền tảng cho phong trào ưu sinh ở Anh.

Tại Vương quốc Anh, thuyết ưu sinh chưa bao giờ nhận được sự tài trợ lớn từ nhà nước, nhưng nó lại nhận được sự ủng hộ trong thời kỳ trước Thế chiến I của nhiều nhân vật nổi tiếng, bao gồm: nhà kinh tế học tự do William Beveridge và John Maynard Keynes; những người theo chủ nghĩa xã hội Fabian như nhà văn Ireland George Bernard Shaw, H. G. Wells và Sidney Webb; thủ tướng tương lai Winston Churchill; những người theo khuynh hướng bảo thủ như Arthur Balfour. Nhà kinh tế học John Maynard Keynes là một người ủng hộ nổi tiếng của thuyết ưu sinh, từng giữ chức Giám đốc Hội Ưu sinh học Anh Quốc, ông từng cho rằng thuyết ưu sinh là phân ngành quan trọng trong các phân ngành xã hội học được biết đến.
Thuyết ưu sinh nhấn mạnh nhiều về giai cấp xã hội hơn là chủng tộc. Chính Francis Galton từng thể hiện những quan điểm này trong một bài thuyết trình năm 1901 trong đó ông phân xã hội Anh thành các nhóm. Những nhóm này thể hiện tỉ lệ người trong xã hội rơi vào trong mỗi nhóm và giá trị gen có thể nhận thức được của những nhóm này. Galton cho rằng ưu sinh âm chỉ nên áp dụng cho nhóm xã hội thấp nhất ("không mong muốn"), trong khi ưu sinh dương nên được áp dụng cho các tầng lớp cao hơn. Tuy vậy, ông vẫn ghi nhận vai trò của tầng lớp lao động đối với xã hội và công nghiệp.
Các chương trình triệt sản chưa bao giờ được hợp pháp hóa, mặc dù chúng vẫn được thực hiện cá nhân đối với các bệnh nhân tâm thần bởi các bác sĩ lâm sàng, những người ủng hộ kế hoạch ưu sinh trên diện rộng. Thay vào đó, những người ủng hộ thuyết ưu sinh chuyển vận động hành lang nghị viện từ triệt sản ép buộc sang triệt sản tự nguyện với hy vọng giành được sự công nhận pháp lý. Một bản dự thảo về hợp pháp hóa hoạt động triệt sản tự nguyện được đề xuất năm 1931, nhưng đã bị từ chối với số phiếu 167 trên 89. Danh tiếng của thuyết ưu sinh tại Anh thể hiện qua việc chỉ có hai trường (Đại học College London và Đại học Liverpool) thành lập các khóa học trong lĩnh vực này.

### Hoa Kỳ
Một trong những người ủng hộ thuyết ưu sinh đầu tiên (trước khi nó được gọi như vậy) ở Hoa Kỳ là Alexander Graham Bell. Năm 1881, Bell điều tra tỉ lệ người bị điếc ở Martha's Vineyard, Massachusetts. Trong bài thuyết trình Memoir upon the formation of a deaf variety of the human race trước Viện Khoa học Quốc gia Hoa Kỳ ngày 13 tháng 11 năm 1883, ông kết luận rằng, tật điếc có tính di truyền tự nhiên và chú thích rằng những bố mẹ điếc bẩm sinh có nhiều khả năng sinh ra những đứa trẻ bị điếc, ông cho rằng những cặp đôi bị điếc không nên sinh con. Do có sở thích nhân giống vật nuôi nên Bell được bổ nhiệm vào Ủy ban về Ưu sinh học. Ủy ban này sau đó đã mở rộng nghiên cứu ưu sinh với cả con người.
Khi khoa học phát triển trong thế kỷ 20, các nhà nghiên cứu đã thực hiện một số nghiên cứu để cung cấp tài liệu về tính di truyền của các bệnh như tâm thần phân liệt, rối loạn lưỡng cực và trầm cảm. Các phát hiện này đã được phong trào ưu sinh sử dụng như bằng chứng. Những luật thuộc bang được đưa ra vào cuối thế kỷ 19 đầu thế kỷ 20 cấm hôn nhân và ép buộc triệt sản đối với những người tầm thần nhằm ngăn cản việc "truyền lại" các bệnh thần kinh cho các thế hệ sau. Các luật này được Tòa án Tối cao Hoa Kỳ ủng hộ và đến giữa thế kỷ 20 mới bị hủy bỏ. Tổng cộng, có 60.000 người Mỹ đã bị triệt sản.
Hiệp hội Hạn chế Nhập cư (thành lập năm 1894) là thể chế đầu tiên chính thức gắn với thuyết ưu sinh. Mục tiêu của hội này là ngăn cản những người thoái hóa gen từ các chủng tộc khác nhập cư vào Mỹ và làm loãng vốn gen "thượng đẳng" của người Mỹ. Họ vận động hành lang nhằm đưa ra các bài kiểm tra biết chữ đối với người nhập cư, dựa trên niềm tin rằng các "chủng tộc hạ đẳng" có tỉ lệ biết chữ thấp. Các bản dự thảo kiểm tra biết chữ bị tổng thống phủ quyết vào các năm 1897, 1913 và 1915; cuối cùng, lần phủ quyết thứ hai của tổng thống Wilson bị quốc hội bác bỏ năm 1917.

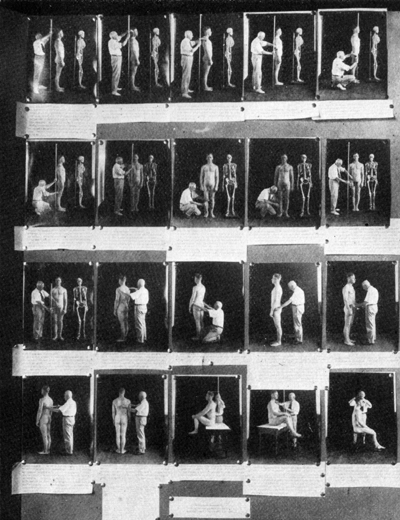
Một phương pháp Nhân trắc học được thể hiện trong một hội nghị ưu sinh học năm 1921.

Thời kỳ quan trọng nhất diễn ra sự triệt sản ưu sinh là giai đoạn 1907 và 1963, khi 64.000 người bị ép buộc triệt sản theo luật ưu sinh ở Hoa Kỳ. Một báo cáo về kết quả triệt sản ở California, bang có tỉ lệ triệt sản cao nhất, được xuất bản trong cuốn sách của nhà sinh vật học Paul Popenoe, đã được chính quyền Phát xít trích dẫn làm bằng chứng cho rằng chương trình triệt sản trên diện rộng là khả thi và nhân đạo.
Điều luật ưu sinh được thông qua ở Mỹ là do sự chấp nhận phong trào ưu sinh một cách rộng rãi của công chúng, đi đầu với những nỗ lực của các nhà cải cách tiến bộ. Over 19 million people attended the Panama-Pacific International Exposition in San Francisco, open for 10 months from February 20 to ngày 4 tháng 12 năm 1915. Gần 19 triệu người tham gia triển lãm quốc tế Panama-Pacific ở San Francisco, mở cửa trong 10 tháng từ 20 tháng 2 tới 4 tháng 12 năm 1915. Triển lãm này là một hội chợ nhằm tán dương các giá trị của một xã hội tiến bộ, giới thiệu những phát triển mới trong khoa học, công nghiệp, sản xuất và công nghệ. Một chủ đề nhận được nhiều thời gian và không gian là những sự tiến bộ liên quan tới sức khỏe và bệnh tật, đặc biệt là y học nhiệt đới và cải thiện chủng tộc. Các chủ đề được gắn kết với nhau và được phân loại vào chủ đề chính của hội chợ, sự tiến bộ của văn minh. Vì thế, trong mắt công chúng, những lĩnh vực có vẻ như đối nghịch nhau được giới thiệu dưới các khẩu hiệu tiến bộ và làm cho công chúng tin rằng đấy là ngành nghiên cứu để cải thiện xã hội Hoa Kỳ.
Bang California là nơi tiên phong cho phong trào ưu sinh ở Mỹ, bang này thực hiện khoảng 20.000 ca triệt sản, chiếm một phần ba trong tổng 60.000 ca ở Mỹ từ năm 1909 tới thập niên 1960. Khoảng thập niên 1910, một mạng lưới rộng lớn các nhà khoa học, nhà cải cách, chuyên gia tham gia các chương trình ưu sinh quốc gia và thúc đẩy dự luật ưu sinh.
Khi những người đứng đầu chế độ Phát xít hầu tòa vì tội ác chiến tranh ở Nuremberg sau Thế chiến II, họ viện dẫn Hoa Kỳ là nguồn cảm hứng nhằm biện hộ cho hành động triệt sản (khoảng 450.000 người trong chưa đầy một thập kỉ). Những nhà Phát xít này khẳng định rằng các nhà ưu sinh học Hoa Kỳ đã tạo cảm hứng và ủng hộ luật thuần chủng của Hitler, đồng thời không nhận ra mối quan hệ giữa những chính sách này và nạn diệt chủng Holocaust.
Ý tưởng về "thiên tài" và "tài năng" cũng giành được sự quan tâm của William Graham Sumner, người sáng lập Hội Xã hội học Hoa Kỳ. Ông cho rằng nếu chính phủ không can thiệp vào chính sách laissez-faire, một tầng lớp thiên tài sẽ vươn lên đầu của hệ thống phân tầng xã hội, theo sau bởi một tầng lớp tài năng. Phần còn lại của xã hội sẽ rơi vào nhóm tầm thường. Những người bị cho là có khiếm khuyết (tâm thần, tàn tật..) sẽ có ảnh hưởng tiêu cực lên sự tiến bộ xã hội vì những người này có thể làm cạn kiệt các tài nguyên cần thiết. Họ nên bị bỏ mặc để tự chìm. Còn những người thuộc tầng lớp tội phạm (bao gồm tội phạm, người lệch chuẩn..) nên bị loại bỏ khỏi xã hội ("Folkways", 1907).
Tuy nhiên, các phương pháp ưu sinh được áp dụng để công thức hóa lại định nghĩa về thuần chủng da trắng trong luật pháp bang cấm kết hôn khác chủng tộc, một luật gọi là cấm hôn nhân khác chủng được ban hành. Một ví dụ tiêu biểu nhất về ảnh hưởng của thuyết ưu sinh đối với phân biệt chủng tộc là Luật Toàn vẹn Chủng tộc năm 1924. Tòa án Tối cao Hoa Kỳ bỏ luật này năm 1967 và tuyên bố đây là một luật phi hiến pháp.
Với sự thông qua của Luật Nhập cư năm 1924, các nhà ưu sinh học lần đầu tiên đóng vai trò là cố vấn chuyên gia trong các cuộc thảo luận của Quốc hội về nguy cơ "nguồn gen hạ đẳng" từ dân nhập cư Đông và Nam Âu. Điều luật này đã làm giảm 15% dân di cư so với các năm trước. Trong khi các nhà ưu sinh ủng hộ điều luật, những nhà lãnh đạo Liên đoàn Lao động như Samuel Gompers mới chính là những người ủng hộ quan trọng nhất. Bộ luật mới này, lấy cảm hứng từ niềm tin cho rằng vốn gen thượng đẳng của người Mỹ da trắng là thuộc chủng Nordic, càng làm củng cố các điều luật cấm hòa trộn chủng tộc.
Stephen Jay Gould khẳng định điều luật hạn chế nhập cư thông qua trong thập niên 1920 được thúc đẩy bởi các mục tiêu của thuyết ưu sinh. Trong đầu thế kỷ 20, Mỹ và Canada đều nhận thêm một lượng lớn dân nhập cư từ Đông và Nam Âu. Các nhà ưu sinh có ảnh hưởng như Lothrop Stoddard và Harry Laughlin biện luận rằng luồng nhập cư này sẽ làm ô nhiễm vốn gen quốc gia nếu số lượng không được hạn chế. Điều này được phần nào đó được cho có đóng vai trò trong việc cả Canada và Mỹ thông qua các điều luật phân loại thứ bậc quốc tịch, từ những người được ưu tiên nhập tịch nhất là người Anglo-Saxon và người Nordic cho tới những người Trung Quốc và Nhật Bản, những người gần như bị cấm nhập cư vào Mỹ.
Tuy vậy, một vài người như Franz Samelson, Mark Snyderman và Richard Herrnstein, dựa trên việc xem xét cách hồ sơ tranh luận của quốc hội về chính sách nhập cư, đã lập luận rằng Quốc hội gần như không quan tâm tới những yếu tố này. Mục tiêu của sự hạn chế chủ yếu là để duy trì sự toàn vẹn văn hóa quốc gia trước luồng nhập cư ngày càng lớn.
Ở Mỹ, các nhà ủng hộ thuyết ưu sinh trước đây có Theodore Roosevelt, nghiên cứu về ưu sinh từng được tài trợ bởi những tổ chức phúc thiện có tiếng và được thực hiện tại các trường đại học danh tiếng. Môn này từng được dạy tại trường cấp ba và cao đẳng. Margaret Sanger thành lập nên tổ chức Planned Parenthood of America nhằm thúc đẩy hợp pháp hóa biện pháp tránh thai cho người nghèo và phụ nữ nhập cư. Thuyết ưu sinh từng được coi là có tính khoa học và tiến bộ. Trước khi biết đến các trại diệt chủng trong Thế chiến II, người Mỹ bình thường không có ý nghĩ cho rằng thuyết ưu sinh có thể dẫn đến sự diệt chủng.

### Úc
Những chính sách về loại bỏ những đứa trẻ lai thổ dân bắt nguồn từ ý tưởng dựa vào học thuyết Ưu sinh cuối thế kỷ 19 đầu thế kỷ 20 ở Úc, trong đó cho rằng người thổ dân thuần chủng không có khả năng tự tồn tại và không thể tránh khỏi bị tuyệt diệt, ở thời điểm dân số thổ dân bản địa cũng đang chết dần chết mòn do các dịch bệnh lây mà dân di cư châu Âu mang tới. Một hệ tư tưởng thời điểm đó cho rằng loài người có thể được phân chia thành cấp bậc theo mức độ văn minh. Quan niệm này cho rằng người Bắc Âu thuộc văn minh thượng đẳng và người thổ dân là người hạ đẳng. Theo quan điểm đó, người số lượng trẻ lai ngày càng gia tăng ở Úc nên phát triển trong các cộng đồng riêng của họ, cộng đồng người da trắng hoặc cộng đồng người thổ dân, tùy thuộc vào dòng dõi chiếm ưu thế.
Trong đầu thế kỷ 20, điều này đã dẫn đến các chính sách và điều luật nhằm tách biệt trẻ em khỏi các bộ tộc của chúng. Mục tiêu là nhằm đồng hóa văn hóa những người lai để hòa nhập vào trong xã hội Úc đương thời. Điều luật được thông qua ở các bang và lãnh thổ Úc vào đầu thế kỷ 20 trao cho thổ dân quyền giám hộ cho đến mười sáu hoặc hai mươi mốt tuổi. Cảnh sát và các cơ quan khác có quyền định vị và chuyển giao trẻ em lai, từ cộng đồng hòa nhập vào các thể chế. Tại các bang và lãnh thổ ở Úc, các cơ quan dành cho người lai được thành lập trong những thập kỷ đầu thể kỷ 20 nhằm tiếp nhận những đứa trẻ bị cách biệt này.
A.O. Neville được bổ nhiệm làm Tổng Bảo hộ Thổ dân (Chief Protector of Aborigines). Trong một phần tư tiếp theo của thế kỷ, ông chịu trách nhiệm thực thi chính sách "đồng hóa" và tách biệt những đứa trẻ lai thổ dân khỏi bố mẹ chúng. Chính sách này đã tạo ra cái gọi là những thế hệ bị đánh cắp và ảnh hưởng tới rất nhiều thế hệ sau này. Năm 1936, Neville trở thành Ủy viên các Vấn đề Bản địa, ông giữ vị trí này cho đến khi nghỉ hưu năm 1940.
Neville tin rằng sự đồng hóa về sinh học chính là chìa khóa để 'nâng cấp chủng tộc bản địa'. Phát biểu năm 1934 trước Ủy ban Hoàng gia Moseley, ủy ban có nhiệm vụ điều tra việc quản lý người thổ dân, Neville bảo vệ các chính sách ép buộc định cư, tách biệt trẻ em khỏi cha mẹ, giám sát, kỷ luật và trừng phạt. Trong những năm cuối sự nghiệp, Neville vẫn tích cực thúc đẩy các chính sách của mình. Đến cuối sự nghiệp, Neville xuất bản một bài viết tựa đề "Cộng đồng thiểu số da màu Úc" (Australia's Coloured Minority), trong đó nêu rõ kế hoạch về việc đồng hóa sinh học người thổ dân vào cộng đồng da trắng ở Úc.

### Canada
Ở Canada, phong trào ưu sinh giành được sự ủng hộ vào đầu thế kỷ 20 khi các thầy thuốc danh tiếng phát hiện ra mối liên hệ trực tiếp giữa di truyền và sức khỏe cộng đồng. Luật về ưu sinh ra đời ở hai tỉnh bang của Canada. Ở Alberta, một luật triệt sản được ban hành năm 1928, luật này tập trung vào việc triệt sản những người chậm phát triển tâm thần, những người này được quyết định bởi Ủy ban Ưu sinh Alberta. Chiến dịch này nhận được sự ủng hộ của Nhóm Phụ nữ Nông dân Đoàn kết, bao gồm thành viên chủ chốt Emily Murphy.
Các cá nhân được đánh giá bằng những bài kiểm tra IQ như Stanford-Binet. Điều này gây ra nhiều rắc rối cho những dân mới nhập cư vào Canada vì rất nhiều trong số đó chưa thành thạo tiếng Anh. Điểm số của những người này thường bị nhìn nhận là yếu kém về trí tuệ. Do đó, rất nhiều người bị triệt sản theo Luật triệt sản là dân nhập cư và bị phân loại một cách không công bằng. Tỉnh bang British Columbia cũng ban hành đạo luật triệt sản riêng năm 1933. Giống như Alberta, Ủy ban Ưu sinh British Columbia đề xuất triệt sản những người bị cho là mắc "bệnh tâm thần hoặc chậm phát triển tâm thần".
Danh tiếng của phòng trào ưu sinh đạt đỉnh cao trong thời Đại khủng hoảng khi triệt sản được xem là cách thức để giải thoát xã hội khỏi những gánh nặng tài chính phải chi cho những cá thể yếu kém. Dù chính sách ưu sinh của Đức Quốc xã đã làm suy giảm danh tiếng của phòng trao ưu sinh nhưng đến tận năm 1972 điều luật triệt sản ở Alberta và British Columbia mới được bãi bỏ.

### Đức
Đức Quốc xã dưới thời Adolf Hitler nổi tiếng với những chương trình ưu sinh với mục tiêu duy trì một dân tộc Đức thuần chủng thông qua một loạt các chương trình với khẩu hiệu thanh trừng chủng tộc. Đức Quốc xã thực hiện một loại những thí nghiệm lên người sống để kiểm tra các lý thuyết di truyền, từ các thí nghiệm kiểm tra các đặc điểm thể chất đơn giản tới những thí nghiệm của Josef Mengele và Otmar von Verschuer đối với những cặp song sinh tại các trại tập trung. Trong thập niên 1930 và 1940, chế độ Phát xít đã thực hiện triệt sản ép buộc với hàng trăm nghìn người mà chúng coi là không để sức khỏe thể chất và tinh thần, 400.000 là con số ước tính trong giai đoạn từ 1934 tới 1937. Chương trình của Phát xít đã thúc đẩy một nhà ủng hộ ưu sinh Mỹ tìm cách mở rộng chương trình với lý do là "Người Đức đang đánh bại chúng ta trong chính trò chơi của chúng ta".
Chế độ Phát xít giết hại hàng chục nghìn người tàn tật được đưa vào cơ sở từ thiện thông qua các chương trình "chết tự nguyện" ép buộc như Aktion T4. Các phương thức giết người phát triển thông qua chính sách trợ tử dẫn đến việc mở rộng áp dụng tại các trại tập trung và trại hành quyết, đặc biệt là việc sử dụng cacbon mônôxít và hydro xyanua trong Zyklon B.
Họ cũng thực hiện một số chính sách ưu sinh dương, bao gồm việc trao thưởng cho những phụ nữ Aryan có nhiều con và khuyến khích việc sinh con không chính thống (con hoang) của những phụ nữ độc thân "thuần chủng". Các cáo buộc cho rằng những phụ nữ như vậy bị làm cho thụ thai bởi các sĩ quan SS trong chương trình Lebensborn đã không được chứng minh trong tòa án Nuremberg. Tuy nhiên, các bằng chứng mới (và lời khai của những đứa trẻ Lebensborn) đã cung cấp những chi tiết mới về các hoạt động trong Lebensborn.
Ngoài ra, những trẻ em có "giá trị chủng tộc" từ các quốc gia bị chiếm đóng cũng bị tách biệt khỏi cha mẹ và được người Đức nhận nuôi. Rất nhiều quan ngại về ưu sinh và thanh trừng chủng tộc cũng được thể hiện qua việc sát hại có hệ thống hàng triệu người "không mong muốn", đặc biệt là người Do Thái, người Di-gan trong Holocaust. Phạm vi và tính cưỡng bách trong các chương trình ưu sinh của Đức Quốc xã đã tạo ra một sự gắn kết không thể gột sạch giữa thuyết ưu sinh và Đức Quốc xã trong các năm hậu chiến.
Hai học giả, John Glad và Seymour W. Itzkoff thuộc Đại học Smith, đã đặt câu hỏi về mối quan hệ giữa thuyết ưu sinh và Holocaust. Họ lý luận rằng, đối nghịch với niềm tin phổ biến, Hitler không coi người Do Thái là chủng người hạ đẳng về trí tuệ và không đưa người Do Thái vào trại tập trung vì những lý do này. Họ cho rằng Hitler có những lý do khác cho các chính sách diệt chủng người Do Thái. Seymour W. Itzkoff viết rằng Holocaust là một chương trình "nhằm giải thoát châu Âu khỏi những người thiểu số về số lượng và chính trị có trí tuệ cao đang thách thức sự thống trị của những người theo Kitô giáo". Vì vậy, theo Itzkoff, ""Holocaust là sự đối nghịch với ưu sinh".

### Nhật Bản
Đầu thời kỳ Shōwa, chính phủ Nhật Bản thực hiện một chính sách ưu sinh nhằm hạn chế sinh ra những đứa trẻ với đặc điểm "hạ đẳng", đồng thời bảo vệ sự sống và sức khỏe của các bà mẹ. Luật Bảo vệ Ưu sinh Chủng tộc được đệ trình lên quốc hội từ 1934 tới 1938. Sau bốn lần sửa đổi, bản sơ thảo được chính phủ của Thủ tướng Fumimaro Konoe thông qua thành Luật Ưu sinh Quốc gia năm 1940. Theo Luật Ưu sinh Quốc gia (1948), hình thức triệt sản được phép thực hiện trên tội phạm với "thiên hướng gen phạm tội", các bệnh nhân với các bệnh di truyền như mù màu hoàn toàn, bệnh ưu chảy máu hay chứng bạch tạng, bệnh vẩy cá, những bệnh về thần kinh như tâm thần phân liệt, trầm cảm và động kinh. Các bệnh về tâm thần cũng được bổ sung năm 1952.
Các Điều luật Ngăn ngừa bệnh Phong cùi năm 1907, 1931 và 1953, điều luật cuối cùng đến năm 1996 mới bị bãi bỏ, cho phép cách ly những bệnh nhân trong viện điều dưỡng nơi phá thai và triệt sản diễn ra phổ biến, dù điều luật không nói rõ nhưng nó cho phép phạt các bệnh nhân "phá rối hòa bình", phần lớn các bác sĩ chuyên khoa phong đều cho rằng đây là một bệnh dễ lây nhiễm. Có vài bác sĩ chuyên khoa phong như Noburo Ogasawara lên tiếng phản đối "chính sách cách ly-triệt sản" nhưng ông lại bị tố cáo là kẻ phản bội tổ quốc trong hội nghị của Hiệp hội Phong học Nhật Bản năm 1941.
Một những phương thức ưu sinh cuối cùng ở thời kỳ Shōwa được thực hiện bởi chính phủ của Higashikuni Naruhiko. Vào ngày 19 tháng 8 năm 1945, Bộ Nội vụ ra lệnh cho văn phòng chính phủ thành lập dịch vụ mại dâm cho lính đồng minh nhằm bảo vệ sự thuần chủng của dân tộc Nhật Bản. Tuyên bố chính thức nêu rõ: "Vì sự hy sinh của hàng nghìn "Okichis" thời kỳ Shōwa, chúng tôi sẽ xây dựng một con hào nhằm kiềm chế sự điên cuồng của lực lượng chiếm đóng và phát triển và bảo tồn tính thuần khiết của chủng tộc chúng ta trong tương lai..."

### Trung Quốc
Thuyết ưu sinh là một trong nhiều ý tưởng và chương trình được bàn thảo ở Trung Hoa Dân Quốc trong thập niên 1920 và 1930, ưu sinh được xem như một phương thức cải tiến và nâng cao vị thế của Trung Hoa trên thế giới. Những người ủng hộ thuyết ưu sinh có nhà xã hội học nổi tiếng Pan Guangdan, và một lượng lớn các nhà trí thức cũng tham gia tranh luận, bao gồm Gao Xisheng, nhà sinh học Zhou Jianren, nhà xã hội học Chen Da, và Chen Jianshan, cùng nhiều người khác. Chen Da nổi tiếng vì đã đưa ra mối liên hệ giữa kế hoạch hóa gia đình và chính sách một con được ban hành ở Trung Quốc sau sự thành lập của Cộng hòa Nhân dân Trung Hoa.

### Sau Thế chiến II

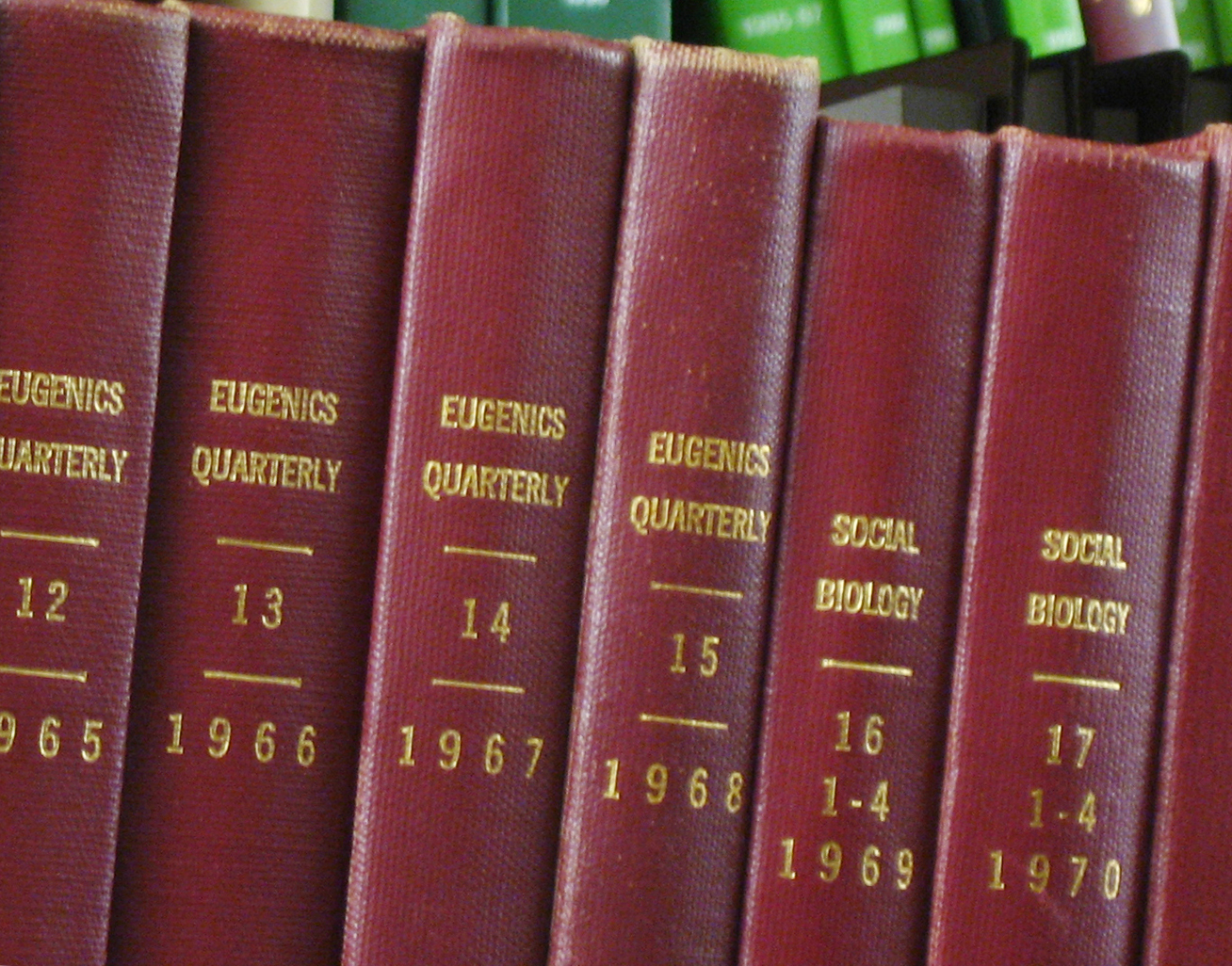
Sau Thế chiến II, rất nhiều tạp chí có gắn với thuyết ưu sinh đã đổi tên, trong hình trên cuốn sách Eugenics Quarterly được đổi tên thành Social Biology năm 1969.

Sau Thế chiến II, những ý tưởng về "thanh trừng chủng tộc" được Đức Quốc xã thực hiện trong cuộc chiến bị những nhà chính trị và nhà khoa học lên án công khai. Tòa án Nuremberg đã tiết lộ nhiều hành động diệt chủng của chế độ Phát xít, kết quả là nhiều chính sách về y đức đã ra đời, năm 1950 UNESCO cũng đưa ra một tuyên bố và chủng tộc. Nhiều hội khoa học cũng ban hành những "tuyên bố về chủng tộc" qua các năm. Tuyên ngôn Quốc tế Nhân quyền được Liên Hợp Quốc thông qua năm 1948 khẳng định "Đàn ông và phụ nữ đến tuổi trưởng thành, không bị hạn chế vì chủng tộc, quốc tịch và tôn giáo, có quyền kết hôn và lập gia đình". Tiếp đó, bản tuyên ngôn về chủng tộc và định kiến chủng tộc của UNESCO năm 1978 nêu rằng quyền bình đẳng cơ bản cơ bản của tất cả con người là lý tưởng mà trong đó đạo đức và khoa học kết hợp với nhau".
Sau tội ác của Phát xít trong Thế chiến II, thuyết ưu sinh gần như bị tẩy chay ở rất nhiều quốc gia nơi mà học thuyết này từng rất nổi tiếng (tuy vậy, một vài chương trình ưu sinh, như triệt sản, vẫn được tiếp tục một cách thầm lặng trong vài thập kỷ). Rất nhiều nhà ưu sinh thời tiền chiến không còn bộc lộ những niềm tin về thuyết ưu sinh nữa, thay vào đó, họ trở thành những nhà nhân chủng học, sinh học và di truyền học có tiếng thời hậu chiến (trong đó có Robert Yerkes ở Mỹ và Otmar von Verschuer ở Đức). Nhà ưu sinh học Paul Popenoe thành lập tư vấn hôn nhân trong thập niên 1950, việc thành lập tổ chức này cũng xuất phát từ những quan tâm ưu sinh của Paul Popenoe, nhưng thay vào đó chức năng của tư vấn hôn nhân là thúc đẩy "hôn nhân lành mạnh" giữa những cặp đôi "khỏe mạnh".
Sách giáo khoa dạy trong các trường cấp 3 và đại học từ thập niên 1920 tới 1940 thường có các chương giới thiệu rằng việc áp dụng các nguyên lý của thuyết ưu sinh vào dân số đã có đóng góp cho tiến bộ khoa học. Rất nhiều tạp chí khoa học chuyên về di truyền thường được điều hành bởi những nhà ưu sinh và giới thiệu những bài báo về ưu sinh cùng với những nghiên cứu về sinh vật (không phải con người). Sau khi thuyết ưu sinh không còn được ưa chuộng, phần lớn những phần viết về ưu sinh bị loại bỏ khỏi sách giáo khoa và các ấn phẩm tạp chí tương ứng. Tên của các tập chí thậm chí còn được thay đổi để phán ánh tư tưởng mới. Ví dụ, cuốn sách Eugenics Quarterly được đổi tên thành Social Biology năm 1969.
Ở Mỹ, phong trào ưu sinh gần như đã mất sự ủng hộ của cả công chúng lẫn chính giới vào cuối thập niên 1930, trong khi các ca triệt sản ép buộc vẫn được thực hiện cho tới cuối thập niên 1960, ca cuối cùng được thực hiện năm 1981. Rất nhiều bang của Hoa Kỳ tiếp tục cấm việc kết hôn khác chủng, ví dụ như Điều luật Toàn vẹn Chủng tộc năm 1924 của bang Virginia, mãi đến năm 1967 thì điều luật này mới bị Tòa án Tối cao bác bỏ. Điều luật Hạn chế Nhập cư năm 1924 được bác bỏ và thay thế bởi Điều luật Quốc tịch và Nhập cư năm 1965.
Tuy nhiên, một vài học giả nổi tiếng vẫn tiếp tục ủng hộ thuyết ưu sinh sau chiến tranh. Năm 1963, Tổ chức Ciba triệu tập một hội nghị ở London tới tiêu đề "Man and His Future", trong đó ba nhà sinh vật học danh tiếng đồng thời là người đoạt giải Nobel là Hermann Muller, Joshua Lederberg, và Francis Crick đã lên tiếng ủng hộ thuyết ưu sinh. Một vài quốc gia, như Thụy Điển và tỉnh bang Alberta của Canada, vẫn duy trì các chương trình ưu sinh trên quy mô lớn, trong đó bao gồm việc triệt sản những cá nhân bị bại liệt tâm thân cùng nhiều phương thức khác, cho đến tận thập niên 1970.

## Liên kết
- Eugenics Archive – Historical Material on the Eugenics Movement (funded by the Human Genome Project)
- University of Virginia Historical Collections: Eugenics Lưu trữ ngày 17 tháng 5 năm 2008 tại Wayback Machine
- "Deadly Medicine: Creating the Master Race" Lưu trữ ngày 26 tháng 10 năm 2012 tại Wayback Machine (United States Holocaust Memorial Museum exhibit)
- "Controlling Heredity: The American Eugenics Crusade, 1870-1940" Lưu trữ ngày 16 tháng 8 năm 2011 tại Wayback Machine, exhibit at the University of Missouri Libraries
- "Eugenics" – National Reference Center for Bioethics Literature Scope Note 28, features overview of eugenics history and annotated bibliography of historical literature
- 1907 Indiana Eugenics Law Lưu trữ ngày 23 tháng 9 năm 2011 tại Wayback Machine